# Гжегож Криховјак
Гжегож Криховјак (рођен 29. јануара 1990) пољски је фудбалер који тренутно наступа за Краснодар, а члан је и репрезентације Пољске.
Професионалну каријеру започео је у француском Бордоу. Играо је и за Ремс пре него што је 2014. године потписао за Севиљу за износ од € 3.500.000; у својој првој сезони са клубом освојио је Лигу Европе.
За сениорску репрезентацију је дебитовао 2008. године, а учествовао је на Европском првенству 2016. године у Француској.
На Светском првенству 2018. године, Криховјак је постигао гол у првом колу против Сенегала, али је Пољска изгубила ту утакмицу са 2:1.

## Трофеји
Севиља
- Лига Европе (2) : 2014/15, 2015/16.

Пари Сен Жермен
- Куп Француске (1) : 2016/17.
- Лига куп Француске (1) : 2016/17.
- Суперкуп Француске (1) : 2016.